# Ambassadøren
Ambassadøren er en dansk dokumentarfilm, der havde premiere i Danmark den 5. oktober 2011.
Mads Brügger har instrueret filmen, der i 93 minutter beskriver hans færd gennem korruptionen i Afrika – nærmere bestemt Den Centralafrikanske Republik.
Filmen er produceret af Zentropa.
Filmen blev i 2012 tildelt en Robert for årets lange dokumentarfilm.